# Amphiglossus gastrostictus
Amphiglossus gastrostictus är en ödleart som beskrevs av  O'shaughnessy 1879. Amphiglossus gastrostictus ingår i släktet Amphiglossus och familjen skinkar. IUCN kategoriserar arten globalt som otillräckligt studerad.
Artens utbredningsområde är Madagaskar. Inga underarter finns listade i Catalogue of Life.

## Bildgalleri

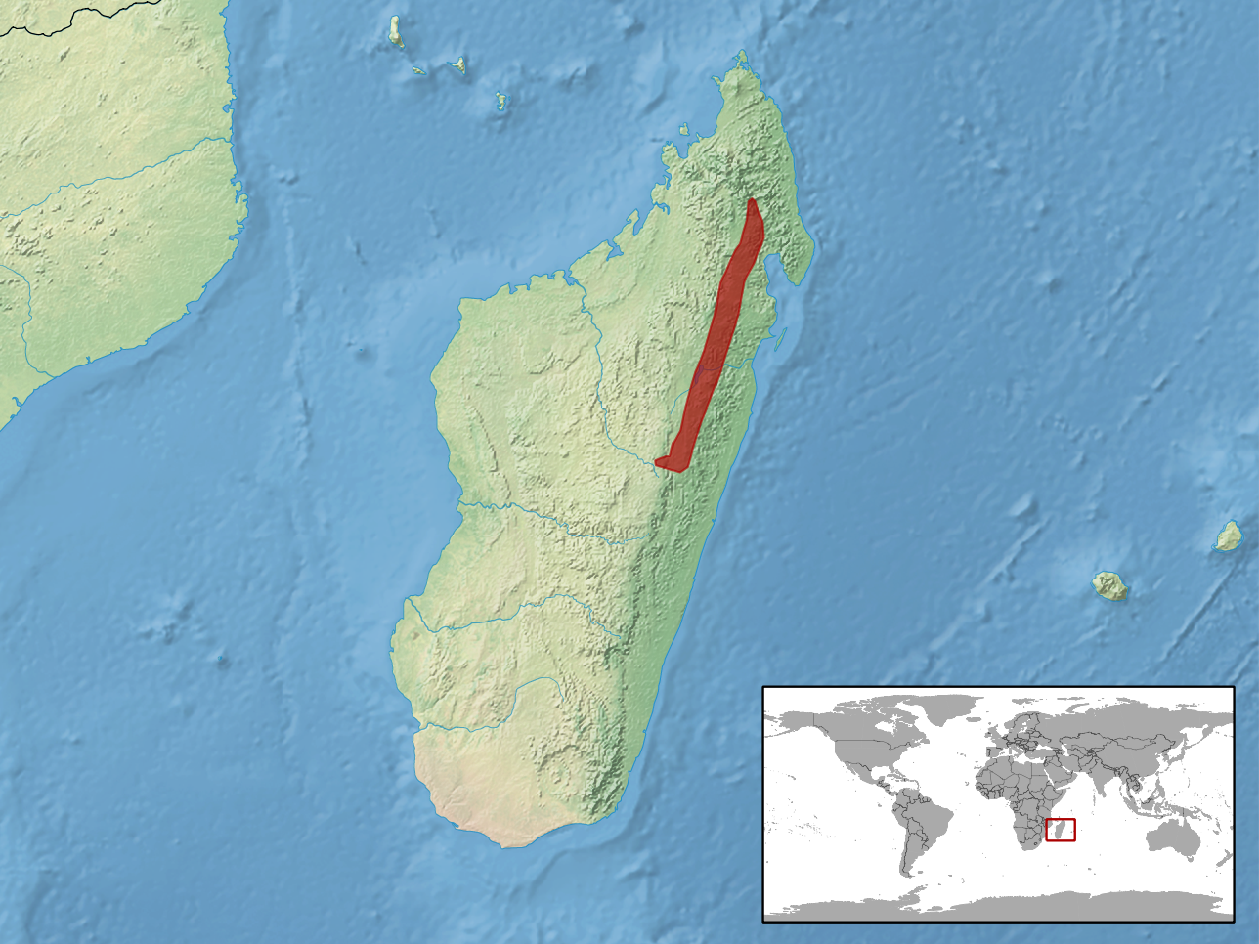